# Aeroport Internacional de Chileka
L'aeroport Internacional de Chileka (codi IATA: BLZ, codi OACI: FWCL) és un dels aeroports internacionals de Malawi. Es troba aproximadament 13 kmper carretera, al nord-oest de Blantyre, la segona ciutat més gran de la República de Malawi i capital comercial i financera del país. Chileka és el segon aeroport internacional de Malawi; l'altre és l'aeroport internacional de Kamuzu, a Lilongwe, la capital del país.

## Instal·lacions
Les coordenades geogràfiques de l'aeroport són: 15°40'52.0"S, 34°58'18.0"E (Latitud:-15.681111; Longitud:34.971667). L'aeroport es troba a una altitud de 779 metres (2,556 ft) per sobre el nivell mitjà del mar.
L'aeroport té dues pistes asfaltades: la 10/28 mesura 2,325 per 30 metres (7,628 × 98 ft) i 15/33 mesures 1,372 × 30 m (4,501 × 98 ft) .

## Renovacions
L'abril de 2019 es van iniciar les renovacions i ampliacions programades de la pista principal, que van provocar el tancament temporal de la pista 10/28. Inicialment, es va programar que les obres de renovació durin tres mesos, i s'esperava que les operacions es reprenguessin el juliol de 2019. Tanmateix, diversos retards van fer que el projecte trigués més del previst i la data de reobertura es va retardar almenys tres vegades.
L'aeroport va continuar operatiu durant aquest temps, gestionant arribades i sortides d'avions més petits a la pista 15/33. Durant el tancament, totes les arribades i sortides d'avions de rang mitjà i més grans van operar des de l'aeroport internacional de Kamuzu, amb trasllats posteriors cap a i des de l'aeroport internacional de Chileka, en avions més petits.
Les obres de renovació es van acabar finalment el desembre de l'any 2019, i les operacions normals enambdues pistes es van reprendre l'1 de gener de 2020.

## Aerolínies i destinacions
| Aerolínies         | Destinacions                                      |
| ------------------ | ------------------------------------------------- |
| Airlink            | Johannesburg–O. R. Tambo                          |
| Ethiopian Airlines | Addis Ababa                                       |
| Malawi Airlines    | Dar es Salaam, Johannesburg–O. R. Tambo, Lilongwe |